# Liste der Staatsoberhäupter 79
Übersicht
◄◄ | ◄ | 75 | 76 | 77 | 78 | Liste der Staatsoberhäupter 79 | 80 | 81 | 82 | 83 | ► | ►►

Weitere Ereignisse

## Afrika
- Aksumitisches Reich
  - König: s. Aksumitisches Reich

- Reich von Kusch
  - vgl. Liste der Könige von Nubien#Meroitische Periode

- Römisches Reich
  - Provincia Romana Aegyptus
    - Präfekt: Gaius Aeternius Fronto (78–79)

## Asien
- Armenien
  - König: Sanatrukes (75–110)

- China
  - Kaiser: Han Zhangdi (75–88)

- Iberien (Kartlien)
  - König: Mirdat I. (58–106)

- Indien
  - Indo-Parthisches Königreich
    - König: Sanabares (um 80)

  - Satavahana
    - König: vgl. Liste der Herrscher von Satavahana

- Japan (Legendäre Kaiser)
  - Kaiser: Keikō (71–130)

- Korea
  - Baekje
    - König: Giru (77–128)

  - Gaya
    - König: Suro (42–199?)

  - Silla
    - König: Talhae (57–80)

- Kuschana
  - König: Kujula Kadphises (30–80)

- Nabataea
  - König: Rabbel II. (70–106)

- Osrhoene
  - König: Abgar VI. (71–91)

- Partherreich
  - Schah (Großkönig): Pakoros II. (78–115)
  - Schah (Großkönig): Vologaeses II. (77–79) Gegenkönig

- Römisches Reich
  - Provincia Romana Iudaea
    - Prokurator: Lucius Flavius Silva Nonius Bassus (74–81)

  - Provincia Romana Syria
    - Präfekt: Lucius Ceionius Commodus (78–82)

## Europa
- Bosporanisches Reich
  - König: Rheskuporis I. (68/69–93/94)

- Römisches Reich
  - Kaiser: Vespasian (69–79)
  - Kaiser: Titus (79–81)
    - Konsul: Vespasian (79)
    - Konsul: Titus (79)
    - Suffektkonsul: Domitian (79)
    - Suffektkonsul: Lucius Iunius Caesennius Paetus (79)
    - Suffektkonsul: Publius Calvisius Ruso (79)
    - Suffektkonsul: Titus Rubrius Aelius Nepos (79)
    - Suffektkonsul: Marcus Arrius Flaccus (79)

  - Provincia Romana Britannia
    - Legat: Gnaeus Iulius Agricola (78–84)

  - Provincia Romana Hispania Tarraconensis
    - Statthalter: Gaius Valerius Festus (79–81)